# Wimmeria montana
Wimmeria montana är en benvedsväxtart som beskrevs av Lundell. Wimmeria montana ingår i släktet Wimmeria och familjen Celastraceae. Inga underarter finns listade.